# Apanteles naso
Apanteles naso är en stekelart som beskrevs av Thomas Ansell Marshall 1885. Apanteles naso ingår i släktet Apanteles och familjen bracksteklar. Inga underarter finns listade i Catalogue of Life.